# Лаврово (Воронцовська волость)
Лаврово (рос. Лаврово) — присілок в Островському районі Псковської області Російської Федерації.
Населення становить 20 осіб. Входить до складу муніципального утворення Воронцовська волость.

## Історія
Від 2015 року входить до складу муніципального утворення Воронцовська волость.

## Населення
1. Н/Д[2]